# Telluurtetrafluoride
Telluurtetrafluoride is een anorganische verbinding van telluur en fluor, met als brutoformule TeF4. De stof komt voor als witte hygroscopische kristallijne vaste stof.

## Synthese
Telluurtetrafluoride kan bereid worden door reactie van telluurdioxide en zwaveltetrafluoride:
{\displaystyle \mathrm {TeO_{2}\ +\ 2\ SF_{4}\longrightarrow \ TeF_{4}\ +\ 2\ SOF_{2}} }
Een alternatieve methode is de reactie van nitrylfluoride met metallisch telluur:
{\displaystyle \mathrm {Te\ +\ 4\ NO_{2}F\longrightarrow \ TeF_{4}\ +\ 4\ NO_{2}} }
De rechtstreekse reactie tussen de samenstellende elementen is eveneens mogelijk, maar de reactie moet bij 0°C plaatsgrijpen, omdat zij sterk exotherm is:
{\displaystyle \mathrm {Te\ +\ 2\ F_{2}\longrightarrow \ TeF_{4}} }
Telluurtetrafluoride kan ook bereid worden door reactie van seleentetrafluoride met telluurdioxide bij 80°C.

## Reactiviteit en eigenschappen
Telluurtetrafluoride reageert met water, met vorming van oxiden van telluur. Bij 185°C reageert de verbinding ook met metalen, zoals koper, zilver, nikkel en zelfs goud. Met platina reageert het niet.
Boven 194°C ontleedt telluurtetrafluoride, met vorming van onder andere telluurhexafluoride.